# Star Wars (jeu vidéo, 1987)
Pour les articles homonymes, voir Jeux vidéo Star Wars et Star Wars (homonymie).
Star Wars est un jeu vidéo de plates-formes développé et édité par Namco au Japon en 1987 sur NES.